# جون لي (ممثل نيوزيلندي)
جون لي (بالإنجليزية: John Leigh)‏ هو ممثل نيوزيلندي، ولد في 1965 في نيوزيلندا.

## أعمال

### أفلام
- (2002)  البرجان[2]

## وصلات خارجية
- جون لي على موقع IMDb (الإنجليزية)
- جون لي على موقع ألو سيني (الفرنسية)
- جون لي على موقع أول موفي (الإنجليزية)
- جون لي على موقع قاعدة بيانات الفيلم (الإنجليزية)
- جون لي على موقع كينوبويسك (الروسية)